# 김진웅 (음악가)
김진웅(1979년 12월 12일~)은 대한민국의 가수이다.

## 주요 TV 방송 출연작

### 예능 관련
- 싱어게인1 (2020) - Top22(17위)
- 미스터리 음악쇼 복면가왕 (2022) - 1라운드 탈락
- 콘테스트M2 (2022) - 장려상

## 공연

### 솔로 가수 활약 당시의 공동 합작 콘서트
- 《진도 국제 씨뮤직 페스티벌》 (2011)

### 밴드 예레미 합류 시절의 공동 합작 콘서트
- 《2012 씨뮤직 윈터 페스티벌》 (2012)
- 《My Rock n' Roll ＆ My God Concert - 대전》 (2017)

### 솔로 가수 활약 당시의 단독 콘서트
- 《2023 단독공연 'Rush'》 (2023)

## 주요 작품

### 자작곡
- 2023년 - 《Rush》(김진웅 노래/ 김진웅 작사, 작곡/ 김진웅·박성현·우정원 편곡)

## 연기 활동

### 영화
- 2001년 - 《와이키키 브라더스》 ... 김계항(록 음악 기타리스트) 역(단역)
- 2007년 - 《쏜다》 ... 조병호(서울 낙산 전파수리공) 역(단역)
- 2020년 - 《새로운 세계의 시작》 ... 여영섭(사이비 미친남) 역(단역)